# 圣安东尼 (艾奥瓦州)
聖安東尼（英語：St. Anthony）是一個位於美國愛荷華州馬歇爾縣的城市。

## 地理
聖安東尼的座標為42°07′27″N 93°11′48″W / 42.12417°N 93.19667°W，而該地的平均海拔高度為308米（即1010英尺）。

## 人口
根據2010年美國人口普查的數據，聖安東尼的面積為1.45平方千米，當中陸地面積為1.45平方千米，而水域面積為0.00平方千米。當地共有人口102人，而人口密度為每平方千米70人。